# (73804) 1995 RG
1995 أر جي (ويعرف أيضًا باسم (73804) 1995 أر جي وفق تسمية الكوكب الصغير) (بالإنجليزية: 1995 RG)‏ هو كويكب ضمن حزام الكويكبات؛ وترتيبه 73804 من حيث الاكتشاف.
اكتُشف هذا الجُرم الفلكي بواسطة روبرت إتش ماكنوت في 3 سبتمبر 1995.

## وصلات خارجية
- (73804) 1995 RG في قاعدة بيانات مختبر الدفع النفاث لأجرام النظام الشمسي الصغيرة

- الاكتشاف · مخطط المدار ·  العناصر المدارية · المعلمات المادية

- (73804) 1995 RG على موقع ويكي سكاي: DSS2, SDSS, GALEX, IRAS, Hydrogen α, X-Ray, Astrophoto, Sky Map, Articles and images